# Ochthebius auriculatus
Ochthebius auriculatus is een keversoort uit de familie van de waterkruipers (Hydraenidae). De wetenschappelijke naam van de soort is voor het eerst geldig gepubliceerd in 1885 door Rey.